# Columnea perpulchra
Columnea perpulchra är en tvåhjärtbladig växtart som beskrevs av Conrad Vernon Morton. Columnea perpulchra ingår i släktet Columnea och familjen Gesneriaceae. Inga underarter finns listade i Catalogue of Life.